# Josep Vinyeta
Josep Vinyeta capellà i compositor
va ser un compositor català guanyador del premi Concepció Rabell de l’any 1935. Les seves obres formen part del Fons Lluís Romeu i Corominas del Centre de Documentació de Orfeó Català (CEDOC).